# NATOユーロファイター・トーネード管理機関
北大西洋条約機構ユーロファイター・トーネード管理機関（きたたいせいようじょうやくきこうユーロファイター・トーネードかんりきかん、英語：NATO Eurofighter and Tornado Management Agency、略称： NETMA）は、ユーロファイター タイフーン多用途戦闘機の主要運用者である四カ国におけるユーロファイター・タイフーン武器システム・プログラムを管理する共同機関。日本語では他の訳語にNATOユーロファイター・トルネード管理機構がある。本部はドイツ連邦共和国ミュンヘン南のウンターハヒング（de:Unterhaching）に所在し、イギリス、イタリア共和国およびスペイン王国からも職員として軍人および文民が出向している。
2008年2月初頭、本部長にはイタリア空軍からアントニーノ・アルトリオ空軍中将（Antonino Altorio）が就任している。
本機関は1969年に設立されたNATO多用途戦闘機開発生産管理機関（NAMMA）と1987年に設立されたNATOユーロファイター開発生産兵站管理機関（NEFMA）の旧機関2つを統合して組織される。これにより両機関に代わってタイフーン戦闘機と同じく国際共同開発であるパナビア トーネード IDS攻撃機についてもその武器システムの開発、調達および業務に責任を負っている。